# Yaginumena
Yaginumena là một chi nhện trong họ Theridiidae.Tính đến  tháng 6 năm 2020, nó bao gồm ba loài, được tìm thấy ở châu Á và Thổ Nhĩ Kỳ: Y. castrata, Y. maculosa và Y. mutilata.